# Vágó Béla (politikus)
Vágó Béla, 1898-ig Weisz, (Kecskemét, 1881. augusztus 9. – Szovjetunió, 1939. március 10.) újságíró, szociáldemokrata majd kommunista politikus, a Magyarországi Tanácsköztársaság népbiztosa, katonai parancsnok, a KMP alapító tagja.

## Életútja
Vágó (Weisz) Sándor kereskedő és Kohn Cecília fia. Szülővárosában és Budapesten végezte iskoláit, majd a budapesti tudományegyetem bölcsészkarára jelentkezett. Egyetemi évei alatt 1900-ban lépett be a szociáldemokrata pártba, 1903-tól tagja volt a magánalkalmazottak szakszervezetének, tüntetéseken való részvétel miatt azonban kizárták az egyetemről, 1905 után a szociáldemokrata baloldal egyik vezetője Szabó Ervinnel együtt, és a Népszava munkatársa volt. 1906-tól az MSZDP több vidéki szervezetének (1906-1908: Debrecen, 1908-1912: Kecskemét) titkára. 1911. szeptember 2-án Budapesten házasságot kötött Soós Bertával, Soós Sámuel és Bortnyik Alojzia lányával. 1912 táján ismét felkerült a fővárosba, ahol Az Est kiadóhivatalánál működött, a periodika vidéki terjesztését irányította. Az I. világháború idején kapcsolódott be az antimilitarista mozgalomba, melynek később egyik vezetője lett, s a magánalkalmazottak szakszervezetének egyik vezetője lett. 1918-ban tagja volt a Gyárközi Bizottságnak és az IKTOSZ-nak is, és szerepet vitt a kommunista párt létrehozásában is, az első KB-ba is beválasztották. 1918 és 1919. január 28-a között a Budapesti Munkástanács kommunista frakciójának vezetője, majd Borsod megyében szervezte a munkásokat. 1919. február 20-án letartóztatták, a Gyűjtőfogházban pedig az egyik aláírója volt a két párt (MSZDP és KMP) egyesülését, illetve a proletárdiktatúra kikiáltását kimondó nyilatkozatnak. A Tanácsköztársaság idején 1919. március 21. és 1919. április 3. között belügyi népbiztoshelyettes, 1919. április 3. és 1919. május 25. között belügyi, vasúti illetve hajózási, 1919. május 25. és 1919. június 24. között belügyi népbiztos, s a Vörös Hadsereg I. hadtestének parancsnoka: a Tiszántúl védelmét szervezte Debrecenből. A tanácshatalom bukása után emigrált Ausztriába, majd Németországba, Hitler hatalomra jutását követően pedig a Szovjetunióba, ahol a Sarló és Kalapács című moszkvai emigráns újság főszerkesztője lett. Emellett tevékenykedett a MOPR-ban, illetve a Nemzetközi Vörös Segélyben is. 1939. február 28-án koholt vádak (kémkedés, ellenforradalmi tevékenység) alapján letartóztatták, majd március 10-én halálraítélték, s az ítéletet még aznap végrehajtották. 1956. február 25-én rehabilitálták.

## Emlékezete
Őróla szól Lengyel József Visegrádi utca című művében a „Möglösz elvtárs” fejezet.

## Publikációi
- László Jenő és Korvin Ottó (Új Előre, New York, 1922. febr. 1.);
- A Vörös Ujság első számáról (Új Március, 1928. 3. sz.).